# Čanakja
Čanakja, poznan tudi pod imenoma Kavtilja in Višnugupta indijski filozof in minister, * okrog 350 pr. n. št., † okrog 283 pr. n. št.
Čanakjo obravnavajo kot enega pionirjev na področju ekonomskih in političnih znanosti. 
Čanakja je avtor Čanakja Niti in Artašastre. Artašastro lahko prevedemo tudi kot Umetnost blaginje ali Znanost o politiki. Bil je tudi politični svetovalec v službi Čandragupte, ustanovitelja Mavrijskega cesarstva (raztezalo se je na severu indijske podceline).  

## Literarna dela
Čeprav so se na Artašstro sklicevale tudi druge antične knjige, je bilo celotno besedilo ponovno odkrito šele leta 1904, ko je anonimni darovalec indijskemu knjižničarju izročil starodavni izvod, napisan na palmovih listih. Je deloma politična filozofija, deloma pa priročnik za državotvornost. Vprašanje ozemeljske zaščite in osvajanja je osnova Kavtiljeve najbolj prodorne politične misli in ga lahko štejemo za zgodnje vodilo na področju mednarodnih odnosov. Pri tem obravnava različne strategije, ki jih je mogoče uporabiti samostojno ali v kombinaciji. Namenjene so reševanju različnih situacij glede na relativno moč nasprotnika. Med strategije spadajo pomiritev (z laskanjem, podkupovanjem ali drugimi spodbudami), širjenje nestrinjanja med opozicijo, oblikovanje koalicij z drugimi vladarji, utrjevanje ter uporabo sovražnosti in sile. V knjigi opisuje različne okoliščine, ustrezna izbira strategije, verjeten izid in ustrezni izkupički za udeležence. Čanakjo so primerjali z Machiavellijem po širini njegovega državotvornega dela, pa tudi zaradi njegove pripravljenosti na uporabo prevare in spletk, ne le proti nasprotnikom, temveč tudi za krepitev kraljevega ugleda med ljudmi. Artašastra se kljub temu vedno znova zavzema za blaginjo ljudi ter načela reda in pravičnosti. Dolžnost zmagovalca je na primer, da "svoje vrline nadomesti z vrlinami premaganega sovražnika, in kjer je bil sovražnik dober, bo on dvakrat boljši". 
Chanakya Niti je zbirka aforizmov, ki naj bi jih Čanakja izbral iz različnih šastrov.

## Identiteta
Vsi zgodovinarji se ne strinjajo, da so Čanakja, Kavtilja in Višnugupta ista oseba. Ojha meni, da je bil Viṣṇugupta urednik prvotnega dela Kavtilje in da je bila tradicionalna identifikacija Višnugupte s Kavṭiljo posledica zamenjave urednika s prvotnim avtorjem. Thomas Burrow meni, da sta bila Čanakija in Kavtilja morda dve različni osebi. Datum nastanka Arthahastre ostaja problematičen, saj se predlagani datumi gibljejo od četrtega stoletija pred našim štetjem do tretjega stoletja našega štetja. Večina avtoritet se strinja, da je bilo bistvo knjige prvotno napisano v zgodnjem maurskem obdobju (321-296 pr. n. št. ), vendar je večina obstoječega besedila nastala po maurskem obdobju.  

## Ozadje
O Čanakji je malo dokumentiranih zgodovinskih podatkov: večina tega, kar vemo o njem, izhaja iz pol legendarnih pričevanj. Thomas Trautmann prepoznava štiri različne zgodbe o starodavni Chanakya-Chandragupta katha(legendi).  

### Budistična različica
Legenda o Čanakji in Čandragupti je podrobno opisana v budističnih kronikah Šrilanke v jeziku pali. Dipavamsa, najstarejša izmed teh kronik, je neomenjena.  Najstarejši budistični vir, ki omenja legendo, je Mahavamsa, ki je nasplošno datirana med 5. in 6. stoletjem našega štetja. Vamsatthappakasini (znan tudi kot Mahvamsa Tika), komentar k Mahavamsi, vsebuje nekaj več podrobnosti o legendi. Njen avtor ni znan in je različno datirana od 6. do 13. stoletja našega  
štetja. Nekatera druga besedilavsebujejo dodatne podrobnosti o legendi; na primer Maha-Bodhi-Vamsa in Atthakatha navajata imena devetih kraljev Nande, ki naj bi bili pred Čandragupto  

### Različica Jain
Legenda o Čandragupti in Čanakji je omenjena v več komentarjih kanona Švetambara. Najbolj znana različica džainistične legende je zapisana v Sthaviravali-Charita ali Parishishta-Parvan, ki jo je v 12. stoletju napisal pisatelj Thomas Trautmann meni, da je džainistična različica starejša in bolj dosledna od budistične Kašmirske različice. Brihatkatha Manjari Kshemendre in Kathasaritsagara Somadeve sta dve kašmirski sanskrtski zbirki legend iz 11. stoletja. Oba temeljita na zdaj izgubljenem prakritiškem jeziku Brihatkatha-Sarit Sagara. Temeljila je na zdaj izgubljenem brihatkati v jeziku pajšači, ki ga je napisal Gunadja. V legendi o Čanakji in Čandragupti je v teh zbirkah še en lik, imenovan Šakatala. 

### Različica Mudrarakšasa
Mudrarakšasa ("Rakšasov prstan") je sanskrtska igra, ki jo je napisal Vishakhadatta. Njegov datum je negotov, vendar omenja Hune, ki so v obdobju Guptov vdrli v severno Indijo. Zato ni mogel biti sestavljen pred obdobjem Guptov.  Različno je datiran od konca 4. Stoletja do 8. Stoletja. Legenda o Mudrarakšasi vsebuje pripovedi, ki jih v drugih različicah legende o Čanakji in Čandragupti ni. Zaradi te razlike Trautmann meni, da je večina izmišljena ali legendarna in nima zgodovinske podlage.  

## Nasprotovanje vladarju Nandu
V času Aleksandrovega vdora je bil Čanakja učitelj na univerziv Taksili. Kralj Taxile in Gandhare, Ambhi (znan tudi kot Taxiles) je sklenil pogodbo z Aleksandrom in se ni boril protinjemu. Čanakja je v tuji invaziji videl grožnjo indijski kulturi inje skušal navdihniti druge kralje, da bi se združili in se boriliproti Aleksandru. Mudrarakaša iz Visakhadutte in džainistično delo Parisishtaparvan govorita o zavezništvu Čandragupte s himalajskim kraljem Parvatko, ki ga včasih enačijo s Porusom (kraljem Pandžaba Porus). Porus je bil edini lokalni kralj, ki se je v bitki pri reki Hydaspes lahko zoperstavil Aleksandru, vendar je bil v tej bitki poražen. Čanakja se je nato odpravil naprej proti vzhodu v mesto Pataliputra (danes znano kot Patna v Magadhi v zvezni državi Bihar v Indiji), da bi poiskal pomoč pri Dhani Nandi. Ta je vladal velikemu imperiju Nanda, ki se je raztezal od Biharja in Bengalije na vzhodu do vzhodnega Pandžaba na zahodu. Čeprav je Čanakja sprva uspešno sodeloval z Dhano Nando, si je s svojim odkritim govorom kmalu nakopal sovražnost do vladarja, ta ga je odstavil z uradnega položaja. Kralj ga kasneje tudi vrže iz dvora Nande, nakar Čanakja prisega na maščevanje.  
Obstajajo različna poročila o tem, kako je Čanakja prvič spoznal Čandragupto. Eden od zapisov pripoveduje, da je Čanakja kupil Čandragupto iz Biharja, ko se je vračal v Taksilo. Druga razlaga pravi, da je Čanakja v Magadhi po naključju srečal Čandragupto. Princ je bil navdušen nad njegovo osebnostjo in inteligenco, videl je njegov potencial za vojaškega in političnega voditelja, ter ga takoj začel usposabljati, da bi izpolnil svojo tiho zaobljubo o izgonu Grkov. Iz poročila rimskega zgodovinarja Junija Justina je razvidno, da je Čandragupta spremljal Kavtiljo v Pataliputro, opazno pa je bilo tudi, da ga je Dhana Nanda užalil.  Bil je skromnega rodu, a ga je k osvojitvi prestola prisilila izjemna moč uma. Ko ga je kralj Nanda zaradi svoje predrznosti obsodil na smrt, ga je rešila hitrost lastnih nog. Zbral je razbojnike in povabil Indijance k spremembi vladavine.  

## Vzpostavitev Maurjanskega cesarstva
Čanakja in Čandragupta sta skupaj načrtovala osvojitev imperija Nanda. Čandraguptakata pripoveduje, da so sile Nande sprva zavrnile Čandragupto in Čanakjo. V vojni, ki je sledila, je Čandragupta s časoma premagal Bhadrasalo (poveljnika vojske Dhane Nande) ter Dhano Nando v vrsti bitk. Te so se končale z obleganjem glavnega mesta Kusumapura in osvojitvijo imperija Nanda okoli leta 321 pr. n. št. Ustanovil se je močni imperij Maurija v severni Indiji (raztezalo se je od Bengalije in Asama na vzhodu do doline reke Ind na zahodu). 

## Legende
O Čanakji in njegovem odnosu s Čandragupto obstajajo številne legende. Thomas R. Trautmann opredeljuje naslednje elemente, ki so skupni različnim oblikam legende o Čanakji.  
- Čanakja se je rodil s polnim zobovjem, kar je bilo znamenje, da bo postal kralj, kar pa je za brahmana, kot je bil Čanakja, neprimerno. Čanakji so zato zlomili zobe in prerokovali so, da bo vladal prek drugega.
- Kralj Nande je Čanakjo vrgel s svojega dvora, zaradi česar je Čanakja prisegel na maščevanje. Čanakja je iskal človeka, ki bi bil vreden, da bi mu vladal, dokler ni naletel na mladega Čandragupto Maurijo, ki je bil že kot otrok rojen vodja.
- Čanakji je spodletel prvi poskus strmoglavljenja Nande, potem pa je naletel na mater, ki je okarala svojega otroka, kerse je opekel, ko je jedel s sredine žemlje ali sklede kaše namesto s hladnejšega roba. Čanakja je spoznal svojo začetno strateško napako in namesto da bi napadel središče nandskega ozemlja, je počasi odščipnil njegove robove.
- Čanakja  je izdal svojega zaveznika, gorskega kralja Parvato.
- Čanakja je angažiral fanatičnega tkalca, da bi se kraljestvo znebil upornikov.

## V popularni kulturi

### Igra
Več sodobnih priredb legende o Čanakji pripoveduje njegovo zgodbo v napol domišljijski obliki in razširja te legende. V igri Čandragupta (1911), ki jo je napisal Dwijendralal Ray, kralj Nanda izžene svojega pol brata Čandragupto, ki se pridruži vojski Aleksandra Velikega. Kasneje Čandragupta s pomočjo Čanakje in Katajana (nekdanjega predsednika vlade Magadhe) premaga Nando. 

### Film in televizija
- Zgodba o Čanakji in Čandragupti je bila prikazana v filmu iz leta 1977 v Telugu z naslovom Čanakja Čandragupta.
- Televizijska serija Čanakja iz leta 1991 je arhetipska pripoved o življenju in času Čanakje, ki temelji na Mudra rakši. Istoimensko vlogo je odigral Čandraprakash Dwivedi.
- Chandragupta Maurya, televizijska serija na NDTV Imagine iz leta 2011, je biografska serija o življenju Chandragupte Maurye in Čanakje, ki jo producira Sagar Arts. Manish Wadhwa v tej seriji upodablja lik Čanakije.
- V televizijski drami Čakravartin Ashoka Samrat, ki jo je leta 2015 predvajala televizija Colors, nastopa Čanakja v času vladavine Čandraguptovega sina Bindusare.
- Čanakjo sta v zgodovinsko-dramski televizijski seriji Porus v letih 2017-2018 igrala Chetan Pandit in Tarun Khanna.

### Knjige in akademska sfera
- Knjiga v angleškem jeziku z naslovom Chanakya on Management vsebuje 216 suter o raja-neeti, od katerih je bila vsaka prevedena in komentirana.
- Knjiga, ki sta jo napisala Ratan Lal Basu in Rajkumar Sen, obravnava ekonomske koncepte, omenjene v Artašastri, in njihov pomen za sodobni svet
- Chanakya (2001) B. K. Chaturvedija
- Leta 2009 so številni ugledni strokovnjaki razpravljali o različnih vidikih Kauiljeve misli na mednarodni konferenci, ki je ob stoletnici odkritja rokopisa Artašastre R. Šamasastrija potekala na Inštitutu za orientalske raziskave v Mysoreju (Indija). Večino prispevkov, predstavljenih na konferenci, sta Raj Kumar Sen in Ratan Lal Basu zbrala v zborniku, ki sta ga uredila.
- Čanakjev spev Ašvina Sangija je izmišljen opis življenja Čanakje kot političnega stratega v starodavni Indiji. Roman pripoveduje o dveh vzporednih zgodbah: prva govori o Čanakji in njegovih mahinacijah, da bi na prestol Magadhe pripeljal Čandragupto Maurijo, druga pa o sodobnem liku Gangasagarju Mišri, ki si prizadeva, da bi za predsednika indijske vlade postavil otroka iz slumov.
- Cesarjeve uganke Satyartha Nayaka vsebujejo priljubljene epizode iz Čanakjevega življenja.
- Kauiljeva vloga pri oblikovanju Maurijskega cesarstva je bistvo zgodovinsko-duhovnega romana Dvorjan in sadhu, ki ga je napisal Mysore N. Prakash
- Čanakjev prispevek h kulturni dediščini Bharata (v kanareščini), ki ga je napisal Šatavadhani Ganeš z naslovom Bharatada Samskrutige Chanakyana Kodugegalu.